# Universal Soldier: Day of Reckoning
Universal Soldier: Day of Reckoning (anteriormente conocido como Universal Soldier: A New Dimension) es una película de acción y ciencia ficción estadounidense de 2012 coescrita, coeditada y dirigida por John Hyams. La película está protagonizada por Jean-Claude Van Damme y Dolph Lundgren, quienes repiten sus papeles de la primera película, con Scott Adkins y Andrei Arlovski también de protagonistas. Es la cuarta y última entrega teatral de la saga Universal Soldier. 
Day of Reckoning se lanzó el 30 de noviembre de 2012 en los Estados Unidos y recaudó $ 1.4 millones contra un presupuesto de producción de $ 8 millones.

## Argumento
La película actúa como una secuela de su predecesor del 2009, Universal Soldier: Regeneration, (Soldado Universal: La ultima batalla), además, no tiene relación con las dos secuelas de televisión e ignora los eventos de la secuela de cinematográfica de 1999 Soldado Universal: El retorno. En la película, un joven exmilitar llamado John se despierta de un coma y descubre que su esposa e hija han sido asesinadas. John inicia una venganza personal contra el hombre detrás del incidente que se revela como Luc Deveraux, el soldado universal homónimo de las dos primeras películas que ahora se ha convertido en un poderoso líder militar terrorista.

## Reparto
| Actor                    | Personaje             |
| ------------------------ | --------------------- |
| Scott Adkins             | John                  |
| Mariah Bonner            | Sarah                 |
| Jean-Claude Van Damme    | Luc Deveraux          |
| Dolph Lundgren           | Sargento Andrew Scott |
| Andrei Arlovski          | Magnus                |
| Tony Jarreau             | Bravucón              |
| Craig Walker             | Earl                  |
| Andrew Sikking           | Larry                 |
| James Dumont             | Dr. Brady             |
| David Jensen             | Dr. Su                |
| Audrey P. Scott          | Emma                  |
| Rus Blackwell            | Agente Gorman         |
| Dane Rhodes              | Ron Castellano        |
| Susan Mansur             | Madame                |
| Kristopher Van Varenberg | Miles                 |
| Sigal Diamant            | Claudia               |
| Juli Erickson            | mujer                 |
| Michelle Jones           | Kathryn               |
| Roy Jones, Jr.           | Mess Hall Unisol      |
| Dustin Taylor            | espectador            |

## Producción
En mayo de 2010, es anunciado que Van Damme y Lundgren regresaría para una cuarta entrega de Soldado universal: Una Dimensión Nueva y sería la primera en la serie para ser filmada en 3D. John Hyams también ha regresado como director. Hyams ha citado películas como Apocalipsis Ahora, El Manchurian Candidato, Chinatown, e Invasión del Cuerpo Snatchers entre otros, como inspiraciones para la película.
En abril de 2012, anuncian que la película será retitulada a Universal Soldier: Day of Reckoning, o Día del Juicio Final. En la primera entrega al MPAA, la película recibió un indice NC-17 debido a su violencia. Editan para presentar cinematograficamente una versión de clasificación R. La versión NC-17 del director ha sido lanzada solo en el extranjero.

## Lanzamiento
Universal Soldier: Day of Reckoning estreno en VOD el 25 de octubre del 2012 seguido por una por la presentación en los cines el 30 de noviembre del 2012.

### Taquilla
La película se estrenó en Rusia y Malasia el 4 de octubre y recaudó $ 624,724. La película se estrenó una semana después en Ucrania y terminó recaudando $ 31,349. Fue lanzado el 30 de noviembre de 2012 en los Estados Unidos en tres pantallas, recaudando $ 3,181 en su primer fin de semana, y al 6 de diciembre, la película ha recaudado $ 4,928. También se estrenó el mismo día en Turquía, terminando con $ 75,919 para el fin de semana, a partir del 9 de diciembre, la película ha recaudado $ 138,232 en Turquía. La película también fue lanzada en los Emiratos Árabes Unidos y desde el 9 de diciembre ha recaudado $ 193,274. El total mundial al 12 de diciembre es de $ 992,507.[cita requerida]

### Recepción
El agregador de revisiones Rotten Tomatoes informa un índice de aprobación del 56% basado en 50 revisiones; el promedio ponderado es 5.05 / 10. El consenso crítico del sitio dice: "La última entrega discutida en la serie de larga duración es un retroceso hiperviolento, a menudo sombrío, a las películas de acción de antaño, que atraerá a algunos públicos tan enfáticamente como disuade a otros".
Nick Antosca, escribiendo en The Paris Review, escribió que Universal Soldier: Day of Reckoning es "menos una película de acción que una película de terror" y concluye que es su "película favorita del año pasado, la mejor película del año pasado, discutiblemente."  El crítico de cine Matt Zoller Seitz elogió la película por su "dirección de acción elegante y comprometida" y declaró que "solo irradia amenaza". También continuó diciendo que la serie de películas "es una serie rara que toma más riesgos creativos a medida que avanza". Bilge Ebiri, escribiendo para el sitio web Vulture, también elogió a la película, escribiendo que con la introducción que recuerda a una película de Michael Haneke, "todo tiene una calidad hipnótica e irreal, donde las cosas pueden volverse un centavo, y a menudo lo hacen". En general, afirmó que "si más películas de acción fueran como Universal Soldier: Day of Reckoning, el mundo probablemente sería un lugar mejor".